# Daepungsu
Daepungsu (hangeul: 대풍수, lett. Il grande veggente; titolo internazionale The Great Seer, conosciuta anche come The Great Geomancer) è una serie televisiva sudcoreana trasmessa su SBS dal 10 ottobre 2012 al 7 febbraio 2013.

## Trama
1352: il regno di Goryeo è ormai in declino, vittima dell'influenza della dinastia Yuan. Re Gongmin ripone le sue speranze di riaffermare il proprio potere nell'individuazione del Jamiwonguk, una terra leggendaria il cui proprietario è destinato a governare il mondo. L'unico ad averlo trovato è il veggente Mok Dong-ryoon, che tuttavia, avendo rinvenuto un'iscrizione che stabilisce di aspettare cinquant'anni, si rifiuta di rivelarlo e pertanto è stato imprigionato e torturato per dieci anni. Convinto a parlare dalla sua amante, la principessa Young-ji, Dong-ryoon consegna però al re un luogo falso e fugge: il militare Yi In-im scopre l'inganno e promette a Young-ji di non rivelarlo e di non fare del male al suo amante e al figlio che porta in grembo a patto che lei lo sposi. La donna partorisce un maschio, Ji-sang, che affida in segreto a Dong-ryoon, e accetta di crescere il figlio che il marito ha avuto dalla sacerdotessa Soo Ryun-gae, Jung-geun.
Gli anni passano e, scoperta la verità sul Jamiwonguk in suo possesso, il re manda i soldati a cercare Dong-ryoon. Questi, per continuare a proteggerne l'ubicazione, si suicida dopo aver chiesto a Ji-sang di trovare sua madre. Riconoscendo nell'insegna del Seowoongwang, l'ufficio di astronomia e divinazione, lo stesso stemma inciso sull'anello lasciatogli dalla donna quand'era neonato, Ji-sang entra all'accademia e diventa uno studioso di divinazione, materia molto influente che lo porta ad entrare in possesso della chiave per il rovesciamento di Goryeo e l'avvento di Joseon da parte del generale Yi Seong-gye, riconosciuto come vero proprietario del Jamiwonguk.

## Personaggi
- Mok Ji-sang/Hong Dae-bok, interpretato da Ji Sung, Lee David (da adolescente) e Choi Ro-woon (da bambino)
- Yi Seong-gye, interpretato da Ji Jin-hee
Un generale Yuan diventato il capo di una tribù di selvaggi. Originario di Goryeo, diventa successivamente un generale per l'esercito della sua terra natale, servendo fedelmente re Gongmin. È un uomo onorevole e giusto, e tiene molto ai suoi commilitoni.
- Yoon Hae-in, interpretata da Kim So-yeon e Son Na-eun (da adolescente)
Figlia di Hyo-myung, abile guaritrice.
- Lee Jung-geun, interpretato da Song Chang-eui e Noh Young-hak (da adolescente)
Figlio di Soo Ryun-gae e Yi In-im, è innamorato di Hae-in sin da quando studiavano insieme al Seowoongwang. Tiene profondamente alla sua madre adottiva, Young-ji.
- Han Ban-ya, interpretata da Lee Yoon-ji e Park Min-ji (da adolescente)
Ragazza originaria di Yuan, tornata a Goryeo per seppellire i resti della madre. Diventa una buona amica di Ji-sang, di cui è il primo amore.
- Yi In-im, interpretato da Jo Min-ki
Capitano del ministero della giustizia di Goryeo, marito di Young-ji e padre di Jung-geun. Pianifica di diventare il re di Goryeo con un colpo di stato.
- Soo Ryun-gae, interpretata da Oh Hyun-kyung
Sciamana, amante e alleata di Yi In-im, è una donna ambiziosa che riesce a diventare capo-sacerdotessa uccidendo la precedente sciamana.
- Wang Young-ji, interpretata da Lee Seung-yeon e Lee Jin (da giovane)
Principessa di Goryeo e professoressa del Seowoongwang, è molto ferrata in astronomia e divinazione. Amante di Dong-ryoon in passato, è la madre di Ji-sang.
- Yoon Hyo-myung, interpretato da Lee Young-beom
Professore del Seowoongwang, padre di Hae-in, amico di Dong-ryoon e Moo-hak.
- Mok Dong-ryoon, interpretato da Choi Jae-woong
Veggente, padre di Ji-sang.
- Monaco Moo-hak, interpretato da Ahn Gil-kang
Monaco alleato di Yi Seong-gye.
- Lee Ji-ran, interpretato da Kim Gu-taek
Commilitone di Yi Seong-gye.
- Woo Ya-sook, interpretato da Do Ki-seok
Commilitone di Yi Seong-gye.
- Jeong Do-jeon, interpretato da Baek Seung-hyun
- Bong-choon, interpretata da Kang Kyung-heon
Ex-sacerdotessa, fu messa a morte da Soo Ryun-gae per aver scoperto i suoi piani. Dopo essere riuscita a salvarsi, è diventata la tenutaria di un gibang.
- Lady Kang, interpretata da Yoon Joo-hee
Figlia dell'ex-capo ministro, seconda moglie di Yi Seong-gye.
- Yi Bang-gwa, interpretato da Oh Hee-joon
Primogenito di Yi Seong-gye.
- Yi Bang-won, interpretato da Choi Tae-joon
Quintogenito di Yi Seong-gye.
- Dan-wi, interpretata da Kim Tae-hee
- Han Choong, interpretato da Jung Dong-kyu
- Re Gongmin, interpretato da Ryu Tae-joon
Re-fantoccio di Goryeo.
- Regina Noguk, interpretata da Bae Min-hee
Moglie di re Gongmin.
- Regina madre Myeongdeok, interpretata da Kim Chung
Madre di re Gongmin.
- Re U, interpretato da Lee Min-ho e Jung Joon-won (da giovane)
Figlio di re Gong-min e Ban-ya.
- Re Gongyang, interpretato da Kim Byung-choon
- Hong Jong-dae, interpretato da Lee Moon-sik
Contrabbandiere, ha cresciuto Ji-sang dopo la morte di suo padre.
- Moo-young, interpretato da Jo Han-chul
Braccio destro di Yi In-im.
- Noh Young-soo, interpretato da Lee Won-jae
- Won-hae, interpretato da Cha Hyun-woo
- Choe Yeong, interpretato da Son Byung-ho
Generale di grado superiore a Yi Seong-gye.
- Shin Don, interpretato da Yoo Ha-joon
Monaco buddhista allievo di Moo-hak, abile fisionomista, punta a purgare Goryeo dalla corruzione e farla rinascere.
- Hong Ryun, interpretato da Lee Yoo-sung
- Jeong Mong-ju, interpretato da Park Joon-hyuk

## Ascolti
| Episodio | Data di trasmissione | Dati TNSM           | Dati TNSM                  | Dati AGB            | Dati AGB                   |
| Episodio | Data di trasmissione | A livello nazionale | Area metropolitana di Seul | A livello nazionale | Area metropolitana di Seul |
| -------- | -------------------- | ------------------- | -------------------------- | ------------------- | -------------------------- |
| 1        | 10 ottobre 2012      | 6,9%                | 7,7%                       | 6,5%                | 6,7%                       |
| 2        | 11 ottobre 2012      | 6,9%                | 8,1%                       | 7,0%                | 7,7%                       |
| 3        | 17 ottobre 2012      | 10,4%               | 11,7%                      | 10,6%               | 11,8%                      |
| 4        | 18 ottobre 2012      | 7,8%                | 8,4%                       | 7,6%                | 8,5%                       |
| 5        | 24 ottobre 2012      | 9,4%                | 11,0%                      | 9,3%                | 9,8%                       |
| 6        | 25 ottobre 2012      | 9,8%                | 10,7%                      | 9,7%                | 10,8%                      |
| 7        | 31 ottobre 2012      | 10,1%               | 11,9%                      | 9,8%                | 10,6%                      |
| 8        | 1º novembre 2012     | 10,3%               | 11,6%                      | 10,1%               | 10,6%                      |
| 9        | 7 novembre 2012      | 8,7%                | 10,0%                      | 8,4%                | 9,4%                       |
| 10       | 8 novembre 2012      | 9,9%                | 10,5%                      | 8,7%                | 8,9%                       |
| 11       | 14 novembre 2012     | 9,6%                | 11,2%                      | 8,1%                | 8,3%                       |
| 12       | 15 novembre 2012     | 9,8%                | 11,6%                      | 9,0%                | 9,2%                       |
| 13       | 21 novembre 2012     | 7,5%                | 8,8%                       | 6,9%                | 7,6%                       |
| 14       | 22 novembre 2012     | 8,3%                | 9,0%                       | 8,8%                | 9,4%                       |
| 15       | 28 novembre 2012     | 7,7%                | 9,3%                       | 7,5%                | 7,8%                       |
| 16       | 29 novembre 2012     | 8,0%                | 8,7%                       | 8,8%                | 9,1%                       |
| 17       | 5 dicembre 2012      | 8,1%                | 8,6%                       | 7,9%                | 8,1%                       |
| 18       | 6 dicembre 2012      | 10,0%               | 10,7%                      | 9,0%                | 9,9%                       |
| 19       | 12 dicembre 2012     | 7,5%                | 8,5%                       | 8,0%                | 9,0%                       |
| 20       | 13 dicembre 2012     | 7,8%                | 8,9%                       | 9,1%                | 9,7%                       |
| 21       | 20 dicembre 2012     | 8,1%                | 9,0%                       | 8,2%                | 9,1%                       |
| 22       | 26 dicembre 2012     | 9,4%                | 10,2%                      | 8,5%                | 9,5%                       |
| 23       | 27 dicembre 2012     | 10,1%               | 10,6%                      | 9,8%                | 10,3%                      |
| 24       | 2 gennaio 2013       | 10,4%               | 11,9%                      | 8,8%                | 9,2%                       |
| 25       | 3 gennaio 2013       | 10,3%               | 11,8%                      | 10,8%               | 11,3%                      |
| 26       | 9 gennaio 2013       | 9,5%                | 10,5%                      | 9,4%                | 9,3%                       |
| 27       | 10 gennaio 2013      | 10,7%               | 12,2%                      | 10,2%               | 9,5%                       |
| 28       | 16 gennaio 2013      | 10,3%               | 11,5%                      | 9,3%                | 9,2%                       |
| 29       | 17 gennaio 2013      | 11,6%               | 12,8%                      | 10,2%               | 10,3%                      |
| 30       | 23 gennaio 2013      | 9,6%                | 10,6%                      | 9,6%                | 10,0%                      |
| 31       | 24 gennaio 2013      | 11,1%               | 12,6%                      | 9,0%                | 9,3%                       |
| 32       | 30 gennaio 2013      | 9,3%                | 11,2%                      | 9,1%                | 9,2%                       |
| 33       | 31 gennaio 2013      | 9,9%                | 11,4%                      | 9,6%                | 10,4%                      |
| 34       | 6 febbraio 2013      | 10,0%               | 11,4%                      | 9,5%                | 10,0%                      |
| 35       | 7 febbraio 2013      | 10,3%               | 11,4%                      | 8,8%                | 8,9%                       |

## Colonna sonora
1. Breaking Fate (운명을 깨고) – Gyuri (Kara)
2. Flower (꽃) – Littles
3. Flower (adult version) – Yo Ar
4. Tears Flow (눈물이나) – Min Kyu
5. Just Once (한번만) – Kyuhyun (Super Junior)
6. The Path to the Sky (하늘길) – Chi Yeol
7. With You Being the Only Reason (그대란 이유만으로) – Ock Joo-hyun
8. Breaking Fate (Inst.) (운명을 깨고)
9. Flower (Inst.) (꽃)
10. Tears Flow (Inst.) (눈물이나)
11. Just Once (Inst.) (한번만)
12. The Path to the Sky (Inst.) (하늘길)
13. With You Being the Only Reason (Inst.) (그대란 이유만으로)
14. Tears Flow (Piano ver.) (눈물이나) – Eun Jong-tae

## Riconoscimenti
| Anno | Premio           | Categoria                                        | Ricevente      | Risultato       |
| ---- | ---------------- | ------------------------------------------------ | -------------- | --------------- |
| 2012 | SBS Drama Awards | Top Excellence Award, Actor in a Drama Special   | Ji Jin-hee     | Candidato/a     |
| 2012 | SBS Drama Awards | Top Excellence Award, Actor in a Drama Special   | Ji Sung        | Candidato/a     |
| 2012 | SBS Drama Awards | Top Excellence Award, Actress in a Drama Special | Kim So-yeon    | Candidato/a     |
| 2012 | SBS Drama Awards | Excellence Award, Actor in a Drama Special       | Song Chang-eui | Candidato/a     |
| 2012 | SBS Drama Awards | Excellence Award, Actress in a Drama Special     | Lee Yoon-ji    | Candidato/a     |
| 2012 | SBS Drama Awards | Special Acting Award, Actor in a Drama Special   | Jo Min-ki      | Candidato/a     |
| 2012 | SBS Drama Awards | Special Acting Award, Actress in a Drama Special | Lee Jin        | Vincitore/trice |
| 2012 | SBS Drama Awards | Special Acting Award, Actress in a Drama Special | Oh Hyun-kyung  | Candidato/a     |

## Distribuzioni internazionali
| Paese    | Canale/i | Prima TV                 | Titolo adottato             |
| -------- | -------- | ------------------------ | --------------------------- |
| Taiwan   | GTV      | 2 giugno-17 agosto 2013  | 大風水 (Il grande veggente) |
| Giappone | BS Fuji  | 14 aprile-30 maggio 2014 | 大風水 (Il grande veggente) |